# Ibnivalvadi (Rural), Madikeri
Ibnivalvadi (Rural) là một làng thuộc tehsil Madikeri, huyện Kodagu, bang Karnataka, Ấn Độ.